# Herrarnas K-2 500 meter i kanotsport vid olympiska sommarspelen 1996
Herrarnas K-2 500 meter vid olympiska sommarspelen 1996 hölls på Lake Lanier i USA. 

## Medaljörer
| Gren          | Guld                               | Silver                                  | Brons                                 |
| K2, 500 meter | Tyskland Kay Bluhm Torsten Gutsche | Italien Beniamino Bonomi Daniele Scarpa | Australien Andrew Trim Daniel Collins |

## Resultat

### Heat
| Heat 1 |                                               |          |    |
| 1.     | Beniamino Bonomi och Daniele Scarpa (ITA)     | 1:31.491 | QS |
| 2.     | Maciej Freimut och Adam Wysocki (POL)         | 1:32.463 | QS |
| 3.     | Jovino González och Gregorio Vicente (ESP)    | 1:32.791 | QS |
| 4.     | Markus Oscarsson och Staffan Malmsten (SWE)   | 1:33.411 | QR |
| 5.     | Rui Fernandes och Joaquim Queiróz (POR)       | 1:33.859 | QR |
| 6.     | Karel Leština och Jiří Polívka (CZE)          | 1:34.107 | QR |
| 7.     | Akram Yurabayev och Vitaly Anosov (UZB)       | 1:39.291 | QR |
| Heat 2 |                                               |          |    |
| 1.     | Kay Bluhm och Torsten Gutsche (GER)           | 1:31.361 | QS |
| 2.     | Daniel Collins och Andrew Trim (AUS)          | 1:31.433 | QS |
| 3.     | Oleg Gorobiy och Anatoli Tishchenko (RUS)     | 1:31.859 | QS |
| 4.     | Thor Nielsen och Jesper Staal (DEN)           | 1:32.641 | QR |
| 5.     | Vidas Kupčinskas och Vaidas Mizeras (LTU)     | 1:36.685 | QR |
| 6.     | Milko Kazanov och Andrian Dushev (BUL)        | 1:36.801 | QR |
| 7.     | Xu Haifeng och Wu Yubiao (CHN)                | 1:37.677 | QR |
| 8.     | Ilfat Gatyatullin och Dmitry Torlopov (KAZ)   | 1:37.833 | QR |
| Heat 3 |                                               |          |    |
| 1.     | Zsolt Gyulay och Krisztián Bártfai (HUN)      | 1:32.030 | QS |
| 2.     | Daniel Stoian och Romică Şerban (ROU)         | 1:32.926 | QS |
| 3.     | Stein Jorgensen och John Mooney (USA)         | 1:33.642 | QS |
| 4.     | Roberto Heinze Flamand och Ralph Heinze (MEX) | 1:36.918 | QR |
| 5.     | David Taboureau och Mark Vandeweyer (BEL)     | 1:37.118 | QR |
| 6.     | Diego Cánepa och Sergio Mangín (ARG)          | 1:38.594 | QR |
| 7.     | Conor Maloney och Gary Mawer (IRL)            | 1:43.074 | QR |
| 8.     | Andrey Mitkovets och Yury Uliachenko (KGZ)    | 1:43.722 | QR |

### Återkval
| Återkval 1 |                                               |          |    |
| 1.         | Milko Kazanov och Andrian Dushev (BUL)        | 1:37.928 | QS |
| 2.         | Markus Oscarsson och Staffan Malmsten (SWE)   | 1:39.716 | QS |
| 3.         | Vidas Kupčinskas och Vaidas Mizeras (LTU)     | 1:40.500 | QS |
| 4.         | Akram Yurabayev och Vitaly Anosov (UZB)       | 1:42.524 | QS |
| 5.         | Roberto Heinze Flamand och Ralph Heinze (MEX) | 1:42.848 |    |
| 6.         | Andrey Mitkovets och Yury Uliachenko (KGZ)    | 1:44.324 |    |
| 7.         | Conor Maloney och Gary Mawer (IRL)            | 1:44.375 |    |
| Återkval 2 |                                               |          |    |
| 1.         | Thor Nielsen och Jesper Staal (DEN)           | 1:36.419 | QS |
| 2.         | Karel Leština och Jiří Polívka (CZE)          | 1:37.119 | QS |
| 3.         | Rui Fernandes och Joaquim Queiróz (POR)       | 1:37.499 | QS |
| 4.         | Diego Cánepa och Sergio Mangín (ARG)          | 1:39.535 | QS |
| 5.         | David Taboureau och Mark Vandeweyer (BEL)     | 1:39.619 | QS |
| 6.         | Ilfat Gatyatullin och Dmitry Torlopov (KAZ)   | 1:40.215 |    |
| 7.         | Xu Haifeng och Wu Yubiao (CHN)                | 1:41.035 |    |

### Semifinaler
| Semifinal 1 |                                             |          |    |
| 1.          | Beniamino Bonomi och Daniele Scarpa (ITA)   | 1:29.661 | QF |
| 2.          | Daniel Collins och Andrew Trim (AUS)        | 1:29.937 | QF |
| 3.          | Milko Kazanov och Andrian Dushev (BUL)      | 1:30.641 | QF |
| 4.          | Zsolt Gyulay och Krisztián Bártfai (HUN)    | 1:30.725 | QF |
| 5.          | Jovino González och Gregorio Vicente (ESP)  | 1:31.137 |    |
| 6.          | Stein Jorgensen och John Mooney (USA)       | 1:32.253 |    |
| 7.          | Karel Leština och Jiří Polívka (CZE)        | 1:32.517 |    |
| 8.          | Vidas Kupčinskas och Vaidas Mizeras (LTU)   | 1:32.693 |    |
| 9.          | Diego Cánepa och Sergio Mangín (ARG)        | 1:37.177 |    |
| Semifinal 2 |                                             |          |    |
| 1.          | Kay Bluhm och Torsten Gutsche (GER)         | 1:29.883 | QF |
| 2.          | Oleg Gorobiy och Anatoli Tishchenko (RUS)   | 1:30.031 | QF |
| 3.          | Maciej Freimut och Adam Wysocki (POL)       | 1:30.243 | QF |
| 4.          | Daniel Stoian och Romică Şerban (ROU)       | 1:30.611 | QF |
| 5.          | Thor Nielsen och Jesper Staal (DEN)         | 1:30.659 | QF |
| 6.          | Rui Fernandes och Joaquim Queiróz (POR)     | 1:31.559 |    |
| 7.          | Markus Oscarsson och Staffan Malmsten (SWE) | 1:31.811 |    |
| 8.          | David Taboureau och Mark Vandeweyer (BEL)   | 1:34.807 |    |
| 9.          | Akram Yurabayev och Vitaly Anosov (UZB)     | 1:35.543 |    |

### Final
| Gold   | Kay Bluhm och Torsten Gutsche (GER)       | 1:28.697 |
| Silver | Beniamino Bonomi och Daniele Scarpa (ITA) | 1:28.729 |
| Bronze | Daniel Collins och Andrew Trim (AUS)      | 1:29.409 |
| 4.     | Oleg Gorobiy och Anatoli Tishchenko (RUS) | 1:29.677 |
| 5.     | Maciej Freimut och Adam Wysocki (POL)     | 1:29.937 |
| 6.     | Zsolt Gyulay och Krisztián Bártfai (HUN)  | 1:30.001 |
| 7.     | Daniel Stoian och Romică Şerban (ROU)     | 1:30.063 |
| 8.     | Milko Kazanov och Andrian Dushev (BUL)    | 1:30.513 |
| 9.     | Thor Nielsen och Jesper Staal (DEN)       | 1:30.753 |